# Aaron Leya Iseka
Aaron Leya Iseka (ur. 15 listopada 1997  w Brukseli) – belgijski piłkarz kongijskiego pochodzenia występujący na pozycji napastnika w angielskim klubie Barnsley. Wychowanek Anderlechtu, w trakcie swojej kariery grał także w takich zespołach, jak Olympique Marsylia, Zulte Waregem, Toulouse oraz Metz. Młodzieżowy reprezentant Belgii. Młodszy brat Michyego Batshuayiego.